# 65 Dywizjon Rakietowy Obrony Powietrznej
65 dywizjon rakietowy Obrony Powietrznej (65 dr OP) – samodzielny pododdział Wojska Polskiego.
Dywizjon sformowany w 1974 w Rozewiu zgodnie z rozkazem Dowódcy 2 KOPK nr 0101 z 24 sierpnia 1973 i podporządkowany 4 Brygadzie Artylerii OPK im. Obrońców Wybrzeża. 31 grudnia 2011 dywizjon został rozformowany.

## Historia
Jednostka utworzona została w Rozewiu i była najbardziej na północ wysuniętą polską jednostką wojskową na lądzie stałym. Tworzona od podstaw, otrzymała na uzbrojenie przeciwlotnicze zestawy rakietowe krótkiego zasięgu typu S-125 Newa. W latach 1975, 1979, 1985 i 1989 jednostka wykonywała strzelania bojowe na pustynnym poligonie w Kazachstanie.
W latach 90. ub. wieku z inspiracji gen. bryg. Franciszka Żygisa – ówczesnego szefa Wojsk Rakietowych i Artylerii WLOP, na krajowym poligonie w okolicach Ustki odbyły się pierwsze w historii strzelania bojowe wojsk rakietowych w Polsce, które zapoczątkował 65 dr OP.
W roku 1996 jednostka odbyła kolejny cykl strzelań doświadczalnych. Tym razem testowano możliwość skutecznego niszczenia kolejnych celów, w tym rakiet typu Osa wystrzeliwanych z okrętów Marynarki Wojennej oraz R-23 (RCP WR-2) wystawianych przez samoloty nadlatujące od strony morza.
Jednostka była wielokrotnie wyróżniana przez przełożonych różnych szczebli i zajmowała wysokie lokaty we współzawodnictwie. Miano przodującego dywizjonu zdobyła w latach 1985, 1996, 1997, 1999 i 2000.
W grudniu 2001 roku, po rozformowaniu 4 Gdyńskiej Brygady Rakietowej Obrony Powietrznej dywizjon zmienił miejsce dyslokacji na m. Gdynia i wszedł w struktury 3 Brygady Rakietowej Obrony Powietrznej.
Decyzją Ministra Obrony Narodowej nr 410/MON z 1 września 2008 dywizjon otrzymał odznakę pamiątkową.

Decyzją MON nr Z-5/Org./P1 z dnia 28 stycznia 2011 roku oraz wykonawczym rozkazem Dowódcy Sił Powietrznych nr PF-95 z dnia 31 marca 2011 roku jednostkę rozformowano 31 grudnia 2011 roku.

## Dowódcy dywizjonu
- 1973-1983 – ppłk Wiesław Kozikowski
- 1983-1985 – ppłk Wiesław Publicewicz
- 1985-1986 – kpt. Marian Teofilewski
- 1986-1998 – ppłk Henryk Ćwik
- 1999-2005 – ppłk Leszek Kuchnowski
- 2006-2011 – ppłk Marek Kuchnowski